# Tamara Novikova
Pour les articles homonymes, voir Novikova.
Tamara Novikova, née le 6 juin 1932, à Noguinsk en Russie est une coureuse cycliste soviétique.

## Palmarès
- 1958
  -  Médaillée d'argent du championnat du monde sur route

## Records
- 1955
  - Record du monde de l'heure en 1955 sur piste, 38,47 km.